# كرنفال (رواية أنطوني)
كرنفال هي رواية لروبرت أنتوني، وتعتبر إعادة صياغة لرواية إرنست همينغوي ثم تشرق الشمس عام 2005.
يعتمد أنطوني بشكل كبير على أنشطة الشخصيات من رواية ثم تشرق الشمس، يصف الكرنفال الإحساس بالنزوح والوهم الذي تعيشه الشخصيات التي نفت نفسها في جزيرتها في جزر الهند الغربية.الشخصية الرئيسية، ويليام فليتشر، لديها جرح مشابه لجيك بارنز من رواية ثم تشرق الشمس، لكن جرح ويليام هو جرح مفروض على نفسه. على الرغم من أنهما لا يستطيعان استخدام قضيبهما، إلا أن جيك لا يزال لديه شغف شديد ليكون مع النساء ولكنه غير قادر بسبب الجرح الذي أصيب به من الحرب العالمية الأولى.
من ناحية أخرى، لا يزال ويليام يحتفظ بقضيبه ولكنه يصبح خائفًا عندما يتورط بشكل وثيق مع النساء إلى الحد الذي تصبح فيه العلاقة الحميمة والجنس جحيمًا موصوفًا بذاته.حبه الوحيد هو راشيل المفعمة بالحيوية، مثل بريت آشلي، هي المحور الجنسي لجميع الرجال في الرواية.
وفقًا لبابليشرز ويكلي، فإن الرواية تتعثر:
«لكل الفجور الذي يمثله الكرنفال (فكر في سكوتش، والماريجوانا، والألعاب النارية، وعصابات الجوفير)، يبدو هذا الجزء من الرواية غير دموي بشكل مثير للفضول، ربما لأن أسلوب أنطوني يميل نحو الأجزاء القصيرة (» جلس، ذراعيه مطويتان على صدره. تنفس بسرعة.
صدره يرتفع وينخفض. التحديق في الأرض ") والتحولات الضعيفة (" قبل أن أتيحت لي الفرصة للتفكير في الأمر... "؛" قبل أن أعرف ذلك... "؛ إلخ
ينتقل الفصل الأخير من الرواية إلى منطقة جبلية نائية حيث ينوي ويليام وأصدقاؤه الاستيقاظ من المرح، لكن بدلاً من ذلك يجدون أنفسهم متورطين في حادث عنيف يشمل سكان الأرض (مستوطنة معزولة للراستا) وقوة شرطة عنصرية. مواضيع أنطوني الرئيسية - العرق (وليام أبيض، لورانس أسود، راشيل فرينش كريول) والجنس - هي موضوعات جيدة، لكنها لم يتم تطويرها بشكل كافٍ، ويبدو أن الحبكة صنعت إلى حد ما ".